# Solvyns
Solvyns is een notabele en adellijke Belgische familie.

## Genealogie
- Maximilien Solvyns (1703-1773), x Marie Abeloos (1717-1797)
  - Pierre-Jean Solvyns (1756-1810), x Marie Lombaert (1762-1807)
    - Laurent Solvyns (1787-1832), x Adelaïde Mosselman (1803-1843)
      - Ernest Solvyns (1824-1885), x Sylvie Martens (1824-1862)
        - Albert Solvyns (1854-1910), x Marie de Kerckhove (1861-1946)
          - Ernest Solvyns (zie hierna)
          - André Solvyns (zie hierna)
          - Joseph Solvyns (zie hierna)
          - Léon Solvyns (zie hierna)

  - Frans Balthasar Solvyns (1760-1824), kunstschilder
    - Ignace Solvyns (zie hierna)

## Ernest Solvyns
Ernest Laurent Marie Joseph Joachim Emile Solvyns (Gent, 29 maart 1887 - 11 september 1969) werd, samen met zijn drie broers, in 1912 opgenomen in de Belgische erfelijke adel. Hij trouwde in 1908 in Brecht met Adrienne Van der Veken (1885-1945). Ze kregen tien kinderen, onder wie:
- Emmanuel Solvyns (1909-1989), cisterciënzer monnik, missionaris in Kivu.
- Christian Solvay (1910-1998), benedictijn in Zevenkerken, missioniaris in Katanga.
- Marie-Thérèse Solvyns (1912-2003), cisterciënzer.
- Jacqueline Solvyns (1912-2008), cisterciënzer.
- Albert Solvyns (1918-1981), trouwde in 1943 met Gisèle de Heusch (1920-1996). Het echtpaar kreeg negen kinderen. Het gezin week uit naar Australië en de meeste leden ervan namen de Australische nationaliteit aan. Met nageslacht tot heden.

## André Solvyns
André Marie Joseph Joachim Antoine Eugène Solvyns (1888-1960), bleef vrijgezel.

## Joseph Solvyns
Joseph Marie Joachim Antoine Eugène Solvyns (1889-1924), bleef vrijgezel.

## Léon Solvyns
Léon Laurent Marie Joseph Joachim Ghislain Solvyns (Gent, 14 november 1919 - Gellingen, 18 februari 1961) verkreeg in 1939 de titel baron, overdraagbaar bij eerstgeboorte. Hij werd ingenieur en trouwde met Marie-Thérèse Bormans (1888-1974). Met afstammelingen tot heden.

## Ignace Solvyns
Ignace Henri Stanislas Solvyns (Antwerpen, 6 mei 1817 - Londen, 2 februari 1894) trouwde in New York met Henriette Livingston-Brown. Het echtpaar bleef kinderloos. Hij werd diplomaat, gevolmachtigd minister en buitengewoon gezant in Londen. Hij werd in 1875 opgenomen in de erfelijke adel, met de titel baron overdraagbaar op alle afstammelingen die de naam dragen. Met zijn dood doofde deze familietak uit.